# Лобові Двори
Лобові Двори (рос. Лобовы Дворы) — хутір в Мантуровському районі Курської області Російської Федерації.
Населення становить 1 особу. Входить до складу муніципального утворення Куськинська сільрада.

## Історія
Населений пункт розташований на території українського етнічного та культурного краю Східна Слобожанщина.
Від 2004 року входить до складу муніципального утворення Куськинська сільрада.

## Населення
| 2002 | 2010 |
| ---- | ---- |
| 2    | ↘1   |